# Plamo Linux
Plamo Linux（プラモ・リナックス）はLinuxディストリビューションの一つ。Slackwareを基本に開発された。

## 特徴
RPMやPortageのようなパッケージシステムを持たず、Slackwareと同じpkgtoolというシンプルなパッケージ管理システムを採用しており、構成がきわめてシンプルになっている。過度なブラックボックス化や自動化を施さず，極力シンプルで見通しの良い環境の保持に努め、Linux の持つボビー性を大切にという考えの基に開発されている。そのため、カスタマイズが非常に簡単にできる。
また、Version 3.xまではNEC PC-9821/9801シリーズもサポートされていた。日本で開発されたディストリビューションであるため、日本語で使う前提で開発されている。
2011年12月31日にはx64に対応したPlamo64-1.0が暫定リリースされ、1年を経た2012年12月30日にPlamo5.0としてx86版・x64版を同時リリースした。Plamo7.0以降は開発リソースの制限からx64版のみになっている。
現在はパッケージ管理の仕組みはSlackwareをベースにしているが、リリースされるパッケージは独自に開発されている。

## 名前の由来
もともとはSlackwareを剽窃するという意味の"Plagia"から"Plagiaware"という名前を用いていたが、英語圏では否定的な意味が強い言葉であるため、メーリングリストで募集された中にあった"Plamo"に決定した。Linuxの持つホビー性を大切にするという開発のモットーがこの名前に現れている。

## 歴史
- 1997年夏 - こじまみつひろによって開発が始まる[2]
- 1998年5月24日 - Plamo Linuxに改名
- 1998年6月20日 - Plamo Linux 1.0 リリース
- 2000年4月23日 - Plamo Linux 2.0 リリース
- 2002年9月23日 - Plamo Linux 3.0 リリース
- 2004年6月25日 - Plamo Linux 4.0 リリース
- 2006年10月5日 - Plamo Linux 4.21 リリース
- 2007年10月3日 - Plamo Linux 4.22 リリース
- 2008年10月16日 - Plamo Linux 4.5 リリース
- 2009年2月25日 - Plamo Linux 4.6 リリース
- 2009年10月1日 - Plamo Linux 4.7 リリース
- 2012年12月30日 - Plamo Linux 5.0 リリース[6]
- 2013年5月27日 - Plamo Linux 5.1 リリース[9]
- 2013年12月29日 - Plamo Linux 5.2 リリース
- 2014年12月31日 - Plamo Linux 5.3 リリース
- 2015年2月1日 - Plamo Linux 5.3.1 リリース[10]
- 2015年10月22日 - Plamo Linux 6.0 リリース[11]
- 2016年2月25日 - Plamo Linux 6.1 リリース[12]
- 2017年2月17日 - Plamo Linux 6.2 リリース[13]
- 2018年6月13日 - Plamo Linux 7.0 リリース[14]
- 2019年5月15日 - Plamo Linux 7.1 リリース[15]
- 2020年5月13日 - Plamo Linux 7.2 リリース[16]
- 2021年5月5日 - Plamo Linux 7.3 リリース[17]
- 2022年4月30日 - Plamo Linux 7.4 リリース[18]
- 2023年6月10日 - Plamo Linux 8.0 リリース[19]
- 2023年6月15日 - Plamo Linux 8.1 リリース[20]
- 2025年5月7日 - Plamo Linux 8.2 リリース[21]

## 開発組織
plamo-maintainer-MLの関係者（約10名）を中心にして行われている。githubにプロジェクト用のリポジトリが存在する。